# Job Kienhuis
Job Kienhuis (ur. 7 listopada 1989 w Denekamp) – holenderski pływak, specjalizujący się głównie w pływaniu stylem dowolnym na długich dystansach (400-1500 m stylem dowolnym).
Brązowy medalista mistrzostw Europy na basenie 25 m z Eindhoven na 1500 m stylem dowolnym.
Uczestnik igrzysk olimpijskich w Londynie (2012) na 1500 m stylem dowolnym (11. miejsce).